# Barbara Potter
Barbara Potter (Woodbury, 22 de outubro de 1961) é uma ex-tenista profissional estadunidense.

## Major finais

### Grand Slam finais

#### Duplas: 1 (1 vice)
| Resultado | Ano  | Campeonato | Piso | Parceira     | Oponentes               | Placar   |
| --------- | ---- | ---------- | ---- | ------------ | ----------------------- | -------- |
| Runner-up | 1982 | US Open    | Duro | Sharon Walsh | Kathy Jordan Anne Smith | 6–4, 6–4 |

#### Duplas Mistas: 2 finais (2 vices)
| Resultado | Ano  | Campeonato | Piso | Parceira     | Oponentes                        | Placar                       |
| --------- | ---- | ---------- | ---- | ------------ | -------------------------------- | ---------------------------- |
| Vice      | 1982 | US Open    | Duro | Ferdi Taygan | Anne Smith Kevin Curren          | 6–7(4–7), 7–6(7–4), 7–6(7–5) |
| Vice      | 1983 | US Open    | Duro | Ferdi Taygan | Elizabeth Sayers John Fitzgerald | 3–6, 6–3, 6–4                |

### WTA finals

#### Duplas: 1 final (1 vice)
| !Resultado | Ano  | Campeonato    | Piso        | Parceira     | Oponentes                       | Placar        |
| ---------- | ---- | ------------- | ----------- | ------------ | ------------------------------- | ------------- |
| Vice       | 1981 | New York City | Carpete (I) | Sharon Walsh | Martina Navrátilová Pam Shriver | 6–0, 7–6(8–6) |